# 途美乐咖啡

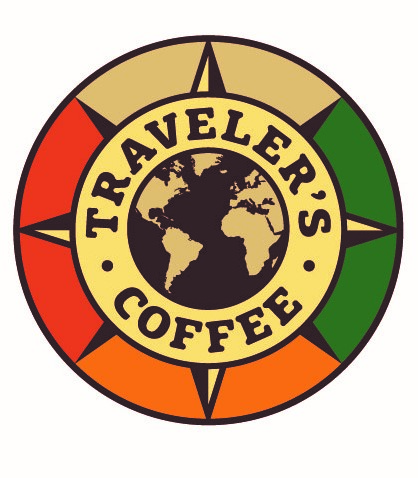
途美乐咖啡

途美乐咖啡（英語：Traveler's Coffee），是一家起步于俄罗斯的连锁咖啡公司，该公司于1997年成立，总部位于俄罗斯的新西伯利亚，经营范围包含精品咖啡、糕点、简餐。截至目前，该公司旗下店铺主要分布于俄罗斯和中国。
途美乐咖啡的总部设在中国宁波，并在全球八个国家设有分店‌。该品牌以其高质量的咖啡烘焙和吧台技巧而闻名，每年都会获得咖啡行业锦标赛的奖项‌。此外，途美乐咖啡还提供丰富的餐饮服务，包括餐馆、咖啡馆、酒吧等‌。

## 各國分店
目前，其在俄罗斯、阿塞拜疆、哈萨克斯坦、乌克兰、中国（宁波市）设有分店。

## 外部連結
- 途美乐咖啡中国 （页面存档备份，存于）
- 途美乐咖啡俄罗斯（俄文）
- 途美乐咖啡官方微博